# Derecho de residencia
El derecho de residencia es la libertad de un individuo del control de inmigración en un país en particular. Una persona que tiene el derecho de residencia en un país no necesita permiso del gobierno para entrar al país, y puede vivir y trabajar allí sin restricciones como libertad de circulación.
En general, para tener el derecho de residencia en un país determinado, una persona debe ser ciudadano de ese país. Sin embargo, algunos países conceden el derecho de residencia a los no ciudadanos calificados. Las personas con residencia permanente en el país generalmente tienen un derecho de residencia de facto, pero puede ser revocado en ciertas circunstancias, por ejemplo por haber sido condenadas por delitos y, en muchos casos, no están libres del control de inmigración.

## UE/EEE, y el Tratado de Schengen
Los ciudadanos del Espacio Económico Europeo (la Unión Europea más Islandia, Liechtenstein y Noruega) y Suiza gozan de la libertad de viajar, vivir y trabajar en cualquier país participante sin necesidad de un permiso de trabajo o visado, aunque las disposiciones transitorias pueden restringir los derechos de los ciudadanos de los nuevos Estados miembros a trabajar en otros países. Así lo define la Directiva 2004/38/CE relativa al derecho de libre circulación y residencia.
Sin embargo, los derechos a vivir en otro Estado de la UE/EEE no son absolutos. Para residir en otro Estado de la UE/EEE, uno debe estar trabajando, buscando trabajo, un estudiante o tener suficientes recursos financieros y seguro de salud para asegurarse de que no se conviertan en una carga para los servicios sociales del país de acogida. Los Estados también pueden exigir a los nacionales de otros Estados de la UE/EEE que registren su presencia ante las autoridades al cabo de un cierto tiempo. Los Estados de la UE/EEE pueden deportar a nacionales de otros Estados de la UE/EEE y emitir órdenes de exclusión contra ellos por razones de orden público, seguridad pública o salud pública. Por ejemplo, los que cometen delitos graves o llegan a depender de la asistencia social pueden ser deportados. Sin embargo, las personas sujetas a tales órdenes de exclusión deben poder apelarlas después de un período máximo de tres años, según los reglamentos de la UE. En ningún caso un Estado de la UE/EEE puede excluir de por vida a un nacional de otro Estado de la UE/EEE.
Todo nacional de la UE/EEE que complete un período de cinco años de residencia legal ininterrumpida en otro Estado de la UE/EEE puede optar a la residencia permanente, después de lo cual su presencia ya no está sujeta a ninguna condición, y puede solicitar prestaciones que antes habrían sido motivo de expulsión, como la asistencia social. La residencia permanente sólo puede ser revocada después de una ausencia de dos años.

### Tratado de Schengen
Casi todos los países de la UE/EEE forman parte del espacio Schengen; un grupo de países que han firmado el Acuerdo de Schengen, que suprime los controles fronterizos entre los Estados participantes, aunque permite establecer temporalmente controles fronterizos en circunstancias excepcionales. Los países del EEE y Suiza han firmado el tratado de Schengen. Varios de los nuevos Estados miembros aún no lo han aplicado plenamente. 
Como consecuencia de ello, por ejemplo, un ciudadano francés puede viajar al Reino Unido, otro Estado miembro del EEE, y luego vivir y trabajar libremente en ese país. Sin embargo, dado que el Reino Unido no ha firmado el Tratado de Schengen, se les puede exigir que presenten un pasaporte o documento de identidad al entrar en el Reino Unido. Este requisito se aplica de manera similar a los ciudadanos británicos que emigran a Francia. Por otra parte, Suiza aplica el tratado de Schengen, por lo que un ciudadano francés puede viajar a Suiza sin ser detenido en la frontera.
Sin embargo, unos pocos países europeos exigen a todas las personas que lleven un documento de identidad o pasaporte y normalmente se exige una prueba de nacionalidad para residir en cualquier Estado miembro. Así pues, aunque el Tratado de Schengen facilita la circulación de personas a través de las fronteras, no supone ninguna diferencia sustancial en cuanto a los derechos de residencia.

## Unión de Pasaporte nórdico
La Unión Nórdica de Pasaportes otorga a los ciudadanos de los países nórdicos el derecho a viajar y residir libremente en otros países nórdicos sin pasaporte o permiso de residencia.

## Consejo de Cooperación del golfo
Los ciudadanos de los Estados miembros del Consejo de Cooperación del Golfo (CCG) tienen libertad de circulación en todo el CCG, incluido el derecho a residir y trabajar en otros Estados del CCG sin casi restricciones.

## Área Común de Viajes
El Espacio de Viaje Común (Common Travel Area o CTA) está formado por el Reino Unido, la República de Irlanda y los territorios insulares circundantes del Reino Unido. Los ciudadanos británicos e irlandeses pueden circular libremente por toda la CTA sin pasaporte y sin apenas documentos de identidad, y prácticamente no están sujetos a ningún control de inmigración. Dado que ambas naciones son miembros de la UE y del EEE, los ciudadanos de ambos países disfrutan del derecho a vivir y trabajar en todo el territorio de la CTA con una restricción mínima.

### Deportación de ciudadanos británicos o irlandeses
A diferencia de otros ciudadanos de la UE/EEE, a los ciudadanos irlandeses que se trasladan al Reino Unido se les concede un "estatuto establecido", un estatuto que va más allá del permiso indefinido de residencia. Los ciudadanos irlandeses que cumplen los requisitos para ser deportados reciben un trato más indulgente que otros ciudadanos de la UE/EEE, y no se someten automáticamente a procedimientos de deportación cuando son condenados por delitos, ya que el Parlamento ha considerado "los estrechos vínculos históricos, comunitarios y políticos entre el Reino Unido e Irlanda, junto con la existencia del Espacio Común de Viajes". Por lo tanto, los ciudadanos irlandeses están sujetos legalmente a la deportación del Reino Unido sólo en circunstancias excepcionales en lo que respecta al interés público.
La legislación irlandesa ofrece protecciones similares a los ciudadanos británicos. Los ciudadanos británicos están prácticamente exentos de la deportación de Irlanda y casi nunca son tratados como extranjeros por ley, aunque hay excepciones a esta regla.

### Ciudadanos del Commonwealth en el Reino Unido
Además, algunos nacionales de los Estados miembros del Commonwealth de las Naciones son considerados ciudadanos del Commonwealth, y tienen diversos derechos en otros países del Commonwealth, incluido el Reino Unido, como el derecho de residencia y el derecho de voto. Además, los británicos nacidos antes de 1984 tienen el derecho de residencia. 
Si una persona tiene una madre británica y nació antes de 1984, en virtud del artículo 2(1)(b) de la Ley de inmigración de 1971 se considera que tiene los mismos derechos que un ciudadano británico. El derecho de residencia se confiere automáticamente a esas personas y se les expide un certificado en el pasaporte. 
Con arreglo a las excepciones previstas en el artículo 7 de la Ley de inmigración de 1971, a un ciudadano irlandés o del Commonwealth residente de larga duración en el Reino Unido se le concede inmunidad contra la deportación, al igual que a los ciudadanos británicos u otros ciudadanos del Commonwealth que tienen derecho de residencia en el Reino Unido por un período de al menos cinco años. Estas excepciones no se aplican a otras nacionalidades con permiso de residencia en el Reino Unido.

## Derechos de residencia de facto
Las leyes de inmigración de algunos países otorgan de facto el derecho de residencia a los ciudadanos de otros países específicos.

### Residente permanente
- Nueva Zelandia concede a los ciudadanos australianos/residentes permanentes plenos derechos de residencia permanente en Nueva Zelandia.
- El Reino Unido e Irlanda conceden automáticamente la residencia permanente a los ciudadanos del Reino Unido e Irlanda.
- Existen derechos de residencia permanente plenos entre los países del Consejo Nórdico (Noruega, Suecia, Finlandia, Dinamarca e Islandia).

### Residente temporal de larga duración
En estos casos existe un derecho de residencia, pero sin acceso a todos los derechos de ciudadanía:
- Los ciudadanos neozelandeses en Australia, pero desde 2001, Australia sólo concede derechos limitados.
- Ciudadanos de los Estados miembros del EEE y de Suiza residentes en el país de la otra parte (excepto en los casos anteriores).
- La mayoría de los ciudadanos de los Estados Federados de Micronesia (FSM), la República de las Islas Marshall (RMI) y la República de Palau pueden vivir y trabajar en los Estados Unidos, y la mayoría de los ciudadanos estadounidenses y sus cónyuges pueden vivir y trabajar en esos estados bajo un Tratado de Libre Asociación con los Estados Unidos.